# California Art Club

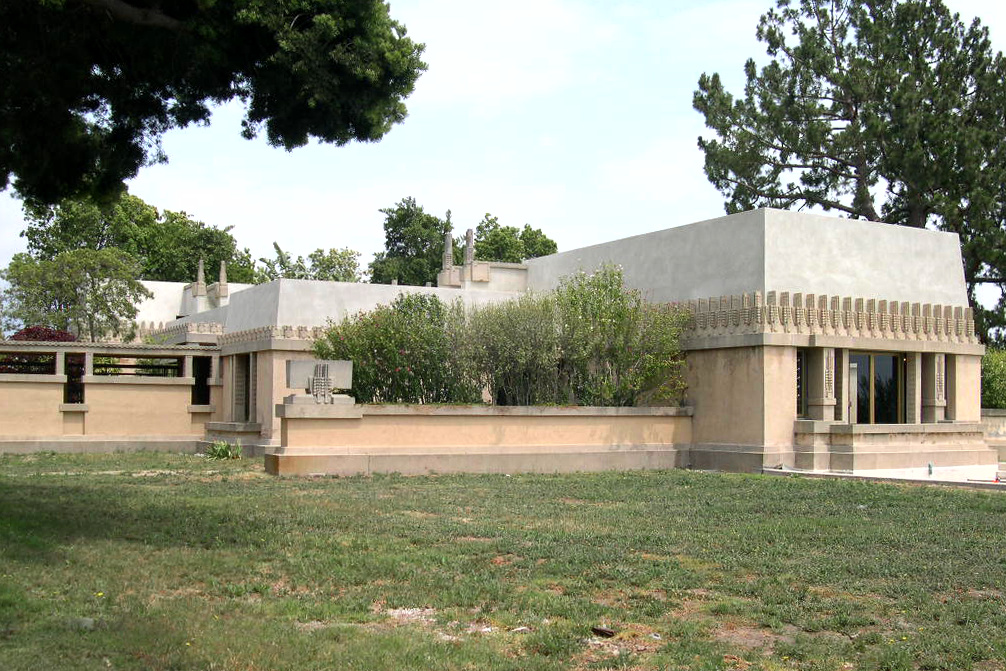
Aline Barnsdall Hollyhock House

Der California Art Club (CAC) wurde im Dezember 1909 gegründet und ist eine der ältesten und aktivsten Kunstorganisationen in den Vereinigten Staaten.

## Geschichte
Der California Art Club wurde unmittelbar nach der Auflösung des Painters’ Club of Los Angeles gegründet. Zu den Gründungsmitgliedern zählten prominente Künstler wie Franz Bischoff, Carl Oscar Borg, Benjamin Chambers Brown, Mauritz DeHaaff, Allen Durand, Aaron E. Kilpatrick, Frank Rennsselear Liddell, Everett Carroll Maxwell, William A. Matern, Frederick Roland Miner, John Hubbard Rich, Rob Wagner, Jack Wells, William Wendt und seine Frau, die Bildhauerin Julia Bracken Wendt.

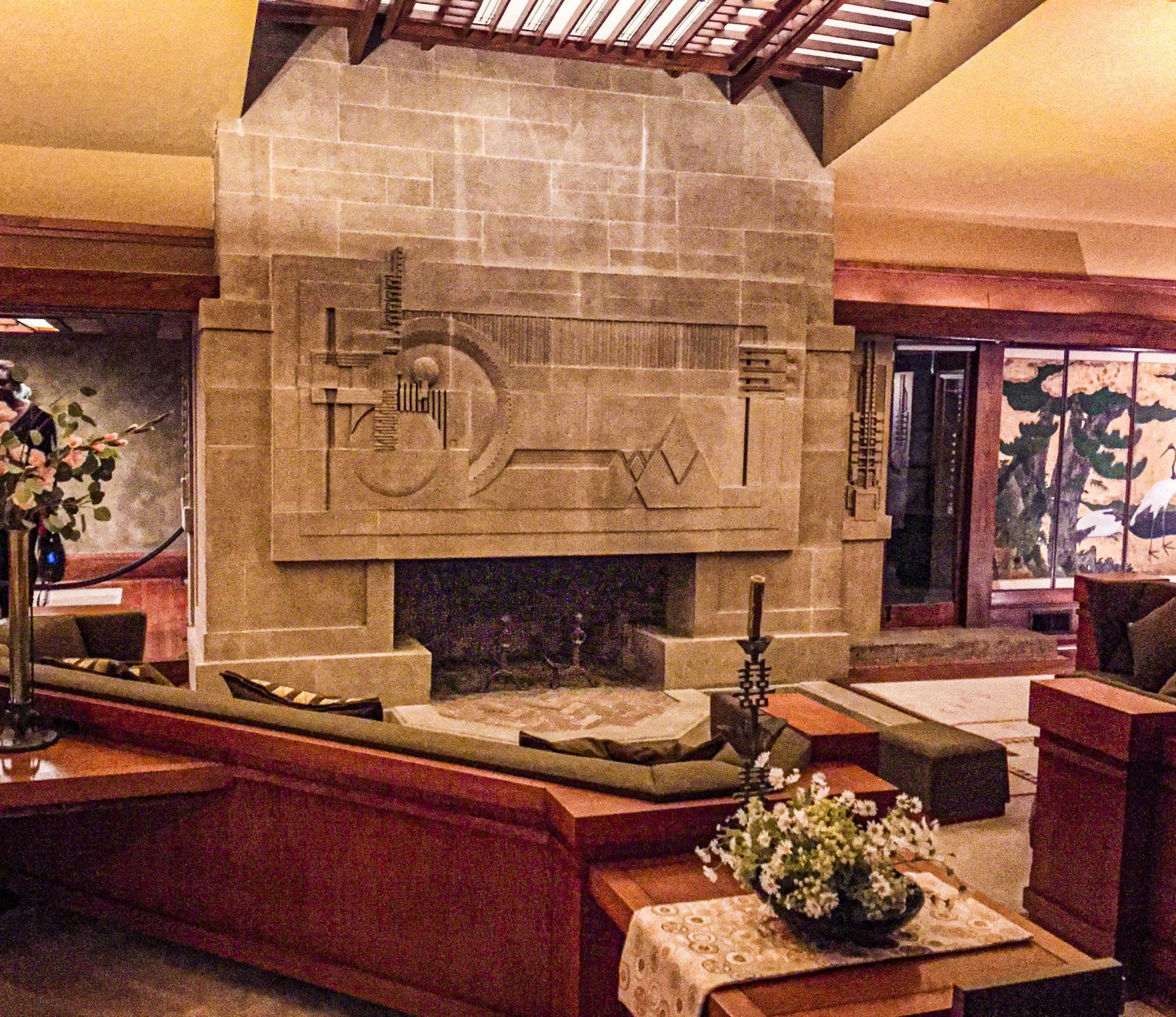
Das Wohnzimmer und der Kamin des von Frank Lloyd Wright für Aline Barnsdall entworfenen Hollyhock House

Ein wichtiger Meilenstein in der Geschichte des Clubs war die Überlassung des Hollyhock House durch Aline Barnsdall im Jahr 1926. Das von Frank Lloyd Wright entworfene Gebäude diente dem California Art Club 15 Jahre lang als Domizil und war Schauplatz zahlreicher Ausstellungen und kultureller Veranstaltungen. Das Hollyhock House ist ein herausragendes Beispiel für die Architektur des frühen 20. Es spiegelt Wrights charakteristischen Stil wider und wurde während seiner Nutzung durch die CAC zu einem kulturellen Zentrum für Kunst und Architektur in Los Angeles.

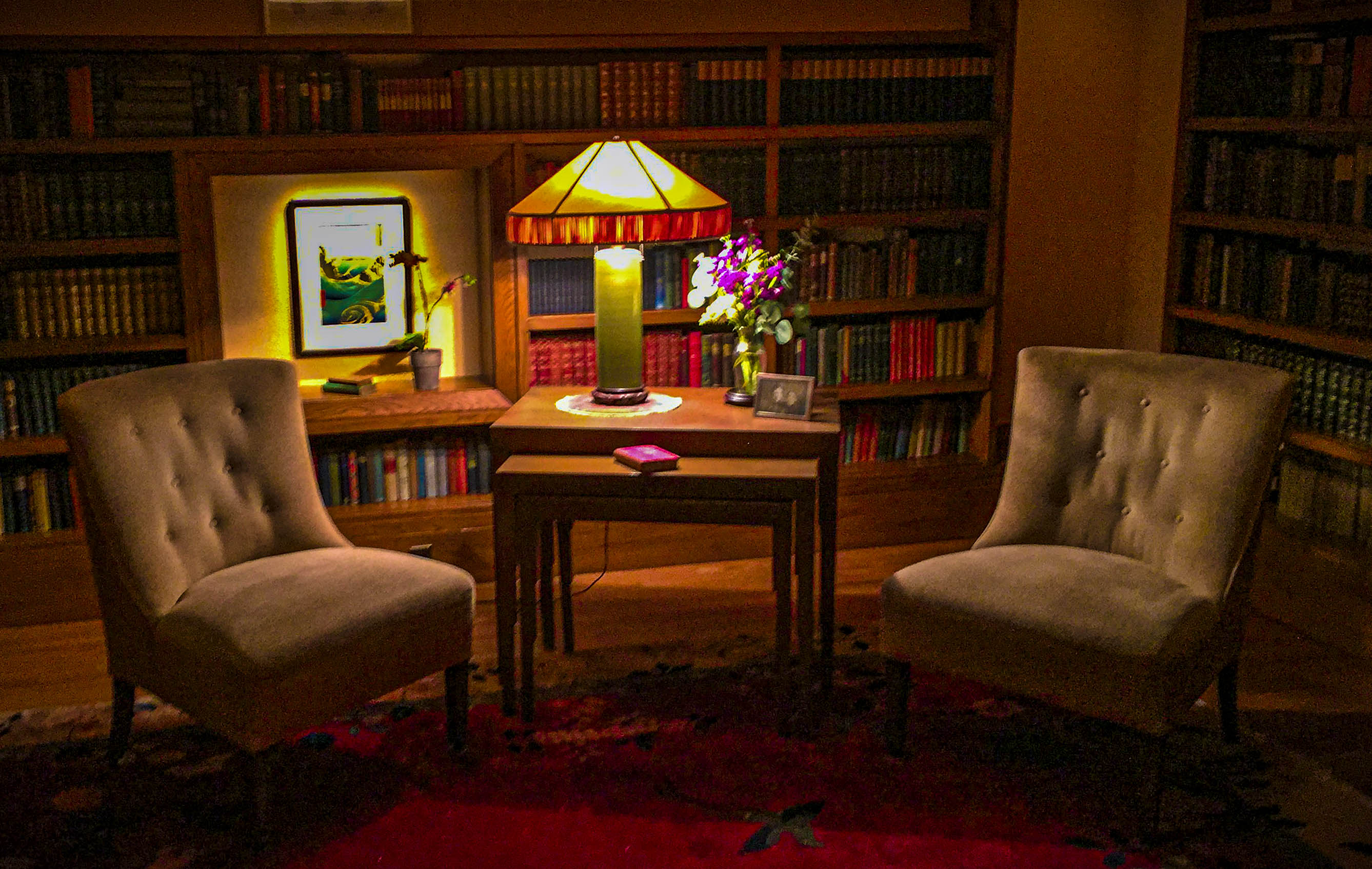
Die Bibliothek im Hollyhock House

Im Laufe der Jahre traten weitere namhafte Künstler dem Club bei, darunter Mabel Alvarez, Aline Barnsdall, Sergei Bongart, Maurice Braun, Alson Skinner Clark, Dean Cornwell, Nicolai Fechin, Anna Althea Hills, Frank Tenney Johnson, Paul Lauritz, Kathryn Leighton, Theodore Lukits, Jean Mannheim, Richard Emil Miller, Richard Neutra, Stanton Macdonald-Wright, Alfredo Ramos Martinez, Edgar Alwin Payne, Elsie Palmer Payne, Hanson Puthuff, Guy Rose, Carl Rungius, Herbert Ryman, Joseph Henry Sharp, Millard Sheets, Jack Wilkinson Smith und Grace Vollmer.
Mit dem Aufkommen der Moderne und den wirtschaftlichen Herausforderungen der Großen Depression verlor der California Art Club an Bedeutung. Dennoch überlebte der Club und erlebte in den 1990er Jahren eine Renaissance. Unter der Leitung von Peter Adams und seiner Frau Elaine wurde der Fokus auf traditionelle und repräsentative Kunstformen erneuert.  
Seit 1994 gibt der California Art Club vierteljährlich den „California Art Club Newsletter“ heraus. Diese Publikation enthält Essays von Kunsthistorikern, Museumskuratoren und Künstlern über Künstler und Kunstbewegungen. Darüber hinaus informiert er über Clubaktivitäten, Mitgliedernachrichten, Buchbesprechungen und Ausstellungshinweise.  